# John Manners (1er duc de Rutland)
John Manners, 1er duc de Rutland et 9e comte de Rutland (29 mai 1638 - 10 janvier 1711) est un homme politique britannique Whig. Son divorce d'avec sa première épouse cause beaucoup de commentaires, car il a des implications politiques.

## Biographie
Il est né à Boughton, dans le Northamptonshire, le fils de John Manners (8e comte de Rutland), et Frances Montagu. Ses grands-parents maternels sont Edward Montagu (1er baron Montagu de Boughton), et son épouse Elizabeth Jeffries. Il est titré Lord Roos de 1641 à 1679.
Il a six sœurs, qui se marient dans la noblesse. Dorothy Manners (en) devient la comtesse de Shaftesbury; Grace vicomtesse Chaworth; Margaret Manners (en) comtesse de Salisbury; Elizabeth comtesse d'Anglesey, Anne vicomtesse Howe, et Frances comtesse d'Exeter.
Il sert, plutôt passivement, comme député pour le Leicestershire, de 1661 jusqu'en 1679. Politiquement, il est un Whig, mais n'est pas présent à la cour après 1689, préférant la vie d'un seigneur local.
Il succède à son père comme Lord Lieutenant du Leicestershire en 1677, et s'avère un adjoint efficace de la couronne. Il est créé baron Manners de Haddon le 30 avril 1679 et envoyé à la Chambre des lords. Il succède à son père comme comte de Rutland le 29 septembre 1679. Il conserve son poste de Lord lieutenant en 1681, en dépit de son appui à l'Exclusion Bill, mais est démis par Jacques II en 1687. Reconduit dans ses fonctions en 1689, après la Glorieuse Révolution, il démissionne en 1702, pour protester contre la promotion de Tory par le gouvernement, dans le Leicestershire. Il est brièvement Custos Rotulorum de Leicestershire par la suite (22 août 1702 – 22 mars 1703). Le 29 mars 1703, son long soutien au gouvernement Whig est récompensé par sa création en tant que Duc de Rutland et marquis de Granby. Il est reconduit Lord lieutenant en 1706, poste qu'il conserve jusqu'à sa mort le 10 janvier 1711.

## Famille
Il se marie, tout d'abord avec Anne Pierrepont (en), fille de Henry Pierrepont (1er marquis de Dorchester), et de Cecilia Bayning, le 15 juillet 1658. L'échec de leur mariage attire l'attention du public, car le divorce n'est généralement pas possible à l'époque. Il obtient une "séparation de corps" en 1663 pour adultère, et les Actes privés du Parlement en 1667 donnent un statut de bâtard à leurs enfants depuis 1659 et lui accorde l'autorisation de se remarier, en 1670. Ce processus nécessite beaucoup de dépenses et d'ennuis. Il provoque également une série de querelles avec son beau-père, qui à une occasion, le défie en duel.
La procédure de divorce suscite énormément d'intérêt public et a une signification politique puisque parmi les auditeurs réguliers à la Chambre des lords figure le roi Charles II d'Angleterre lui-même. De son propre aveu, il est là uniquement pour le divertissement, la recherche d'un débat "aussi bon qu'un jeu"; mais selon une rumeur, le roi a l'intention d'utiliser ce divorce comme un précédent, pour divorcer de la reine Catherine de Bragance. Avec cette affaire, il commence à assister régulièrement à la Chambre des Lords. Les pairs s'habituent à "parler au coin du feu" (c'est-à-dire interpeller eux-mêmes directement le roi, qui, pour indiquer qu'il est présent à titre d'observateur, est généralement assis devant le feu).
Il épouse, en secondes noces, Diana Bruce, fille de Robert Bruce (1er comte d'Ailesbury), et de Diana Grey, le 10 novembre 1671. Elle est décédée le 15 juillet 1672 après un accouchement.
Il se marie, en troisièmes noces à Catherine Wriothesley Noel (d. 1733), fille de Baptiste Noel (3e vicomte Campden), le 8 janvier 1673. Ils ont trois enfants:
- John Manners (2e duc de Rutland) (1676-1721)
- Catherine Manners (1675-1722), épouse John Leveson-Gower (1er baron Gower).
- Dorothy Manners (c. 1690-1734), mariée à Baptiste Noel (3e comte de Gainsborough).